# Sant'Eusanio del Sangro
Sant'Eusanio del Sangro é uma comuna italiana da região dos Abruzos, província de Chieti, com cerca de 2.455 habitantes. Estende-se por uma área de 23 km², tendo uma densidade populacional de 107 hab/km². Faz fronteira com Altino, Atessa, Casoli, Castel Frentano, Guardiagrele, Lanciano.

## Demografia
| Variação demográfica do município entre 1861 e 2011                               |
|                                                                                   |
| Fonte: Istituto Nazionale di Statistica (ISTAT) - Elaboração gráfica da Wikipedia |